# Menipo
Menipo ist eine kleine indonesische Gezeiteninsel, die an der Südküste Westtimors liegt, 119 Kilometer südöstlich von Kupang. Sie gehört zum Distrikt Ostamarasi (Regierungsbezirk Kupang, Provinz Ost-Nusa Tenggara). Die Insel ist beliebt als Wochenendsausflugsziel zum Angeln, Schnorcheln oder Surfen. Sie ist nur vier Autostunden von der Provinzhauptstadt Kupang entfernt.
Die Insel hat eine Fläche von 571 Hektar, ist 7328 Meter lang und 700 Meter breit. Bei Ebbe bildet sich eine Landverbindung zur Hauptinsel Timor. Auf Menipo befindet sich das Dorf Enoraen. Gegenüber der Insel liegt am timoresischen Ufer das Dorf Bikoen.
Die Insel ist Teil eines „Nature Tourism Park“ (TWA; indonesisch Taman Wisata Alam) mit 2449,5 Hektar. Der Großteil der Insel besteht aus Savanne mit zahlreichen Palmen (Borassus flabellifer). Vor allem im Osten finden sich Mangroven. Auf der Insel und in den umliegenden Gewässern leben zahlreiche Leistenkrokodile. Zudem finden sich eine kleine Population von Gelbwangenkakadus und in den Mangroven große Kolonien von Kalong-Flughunden. Meeresschildkröten legen Eier in den Sandstrand.